# أوساتشي هاماغوتشي
أوساتشي هاماغوتشي (باليابانية: 濱口 雄幸 هاماغوتشي أوساتشي) (1 أبريل 1870 - 26 أغسطس 1931) كان سياسي ياباني شغل منصب رئيس الوزراء الياباني السابع والعشرون، سمي باسم «رئيس الوزراء الأسد» (ライオン宰相) بسبب ملامحه الشبيه بالأسد.

## روابط خارجية
- أوساتشي هاماغوتشي على موقع الموسوعة البريطانية (الإنجليزية)
- أوساتشي هاماغوتشي على موقع إن إن دي بي (الإنجليزية)